# سکشن (آلاباما)
سکشن (به انگلیسی: Section) شهری در شهرستان جکسون ایالت آلاباما است که مساحت آن ۱۱٫۸۴ کیلومتر مربع است و در سرشماری سال ۲۰۱۰ میلادی، ۷۷۰ نفر جمعیت داشته و تراکم جمعیتی آن، ۶۵٫۰۳ نفر در هر کیلومتر مربع بوده است.